# Église Saint-Maclou de Colombiers
Pour les articles homonymes, voir Église Saint-Maclou.
L'église Saint-Maclou est une église catholique située à Colombiers, dans le département de la Charente-Maritime, en France.

## Historique
Bâtiment du XIIe siècle dont la voute de la nef est absente. Elle possède de nombreux chapiteaux et modillons sculptés.

## Description

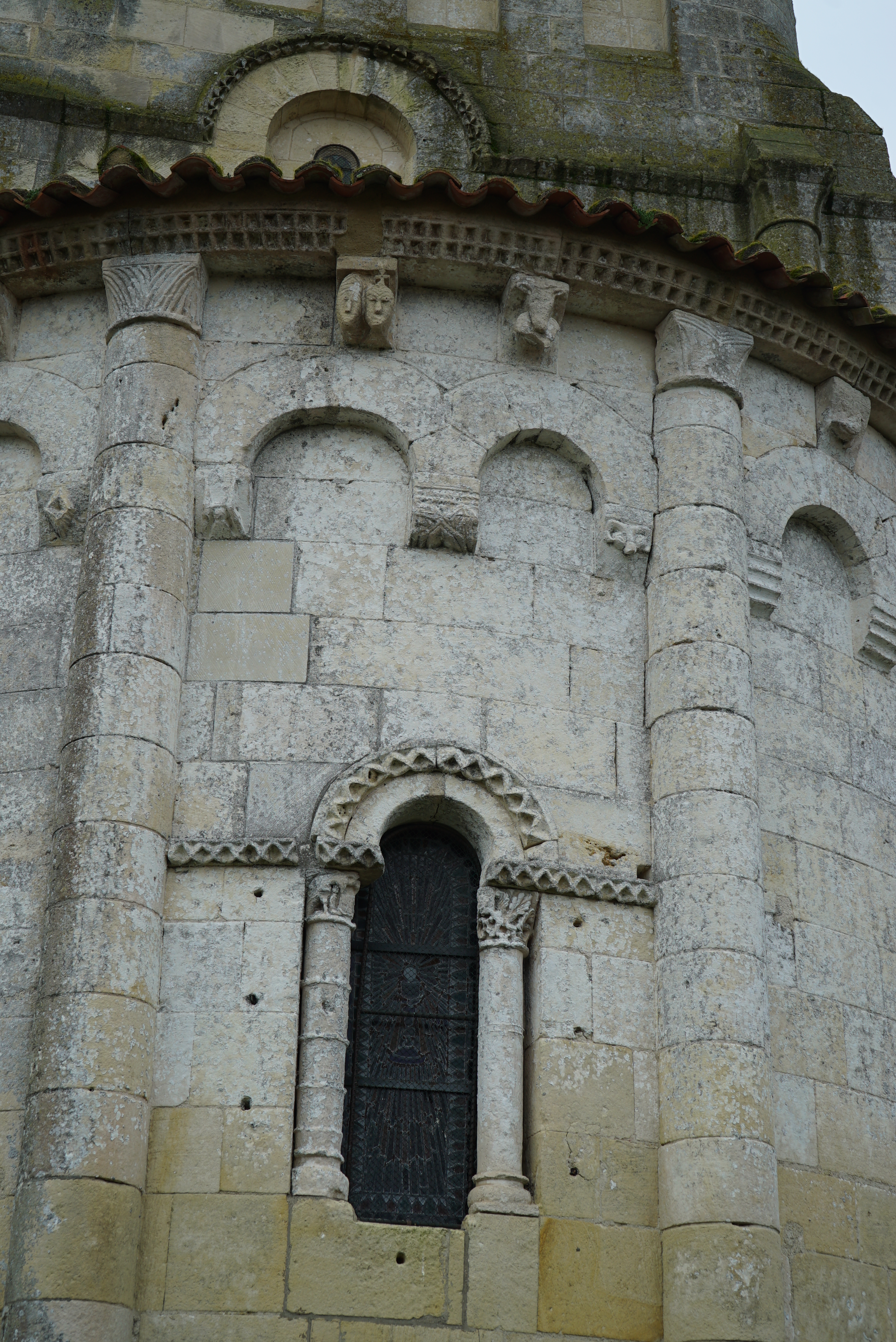
Modillons et chapiteaux extérieurs,
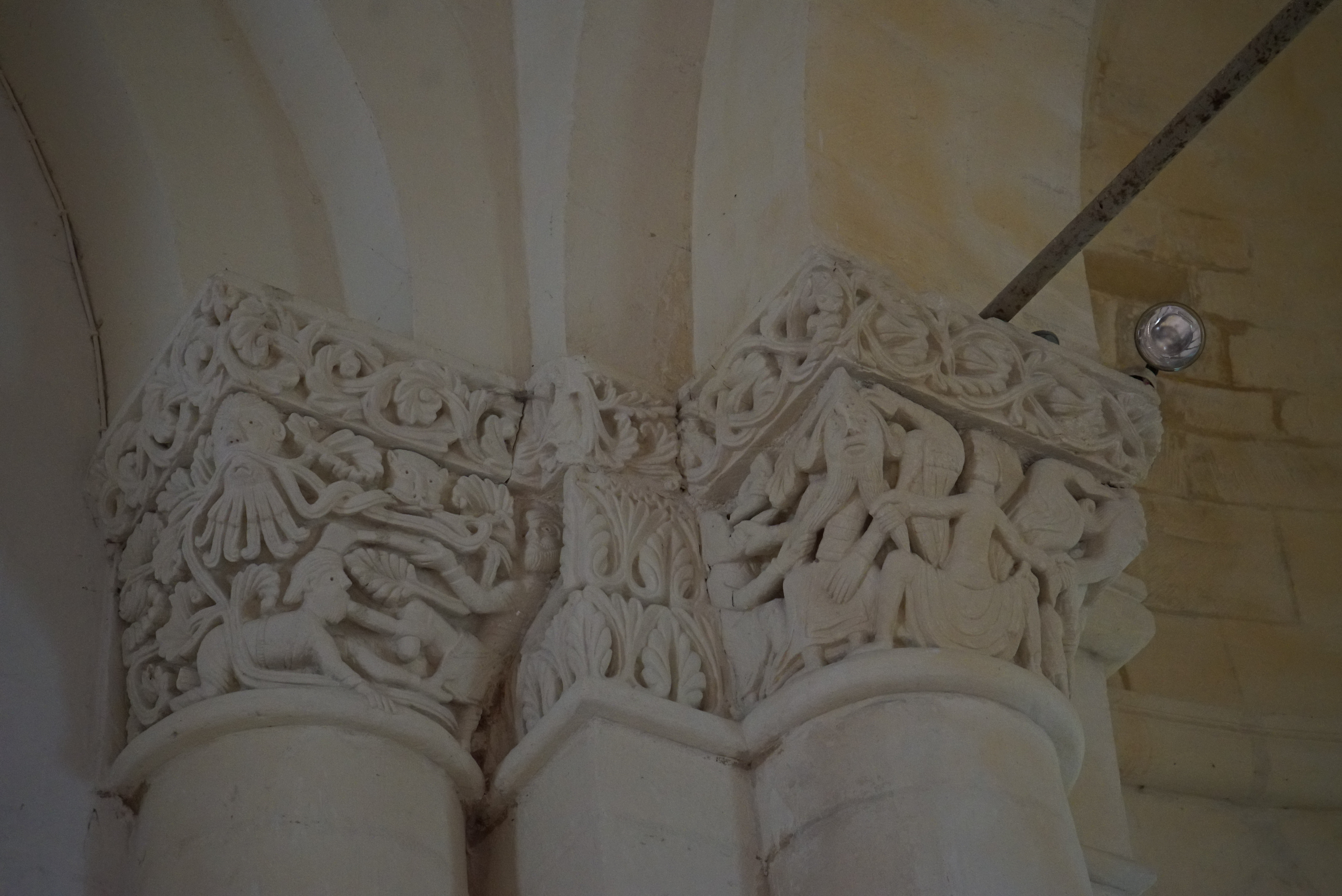
chapiteau,
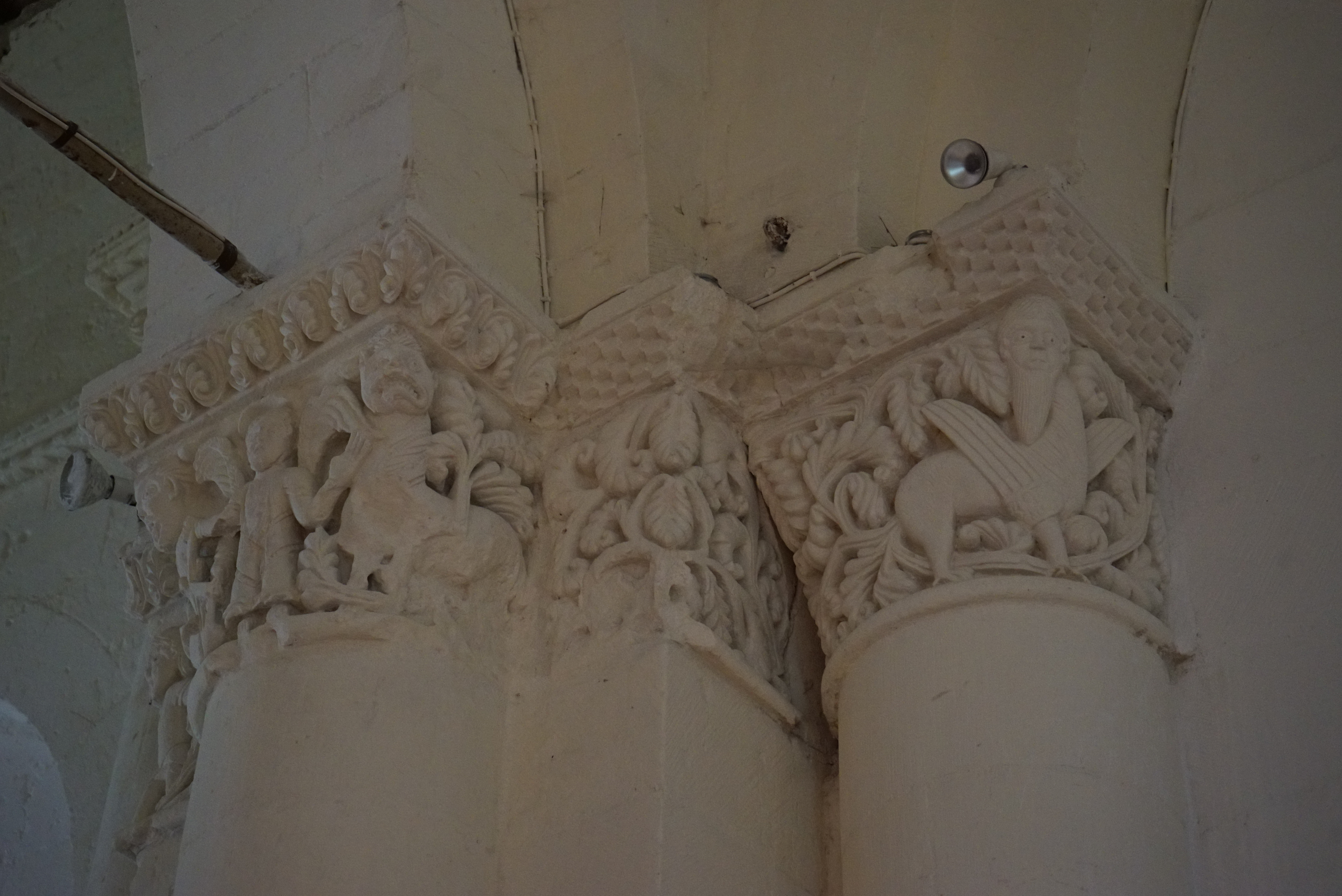
de la partie nord.
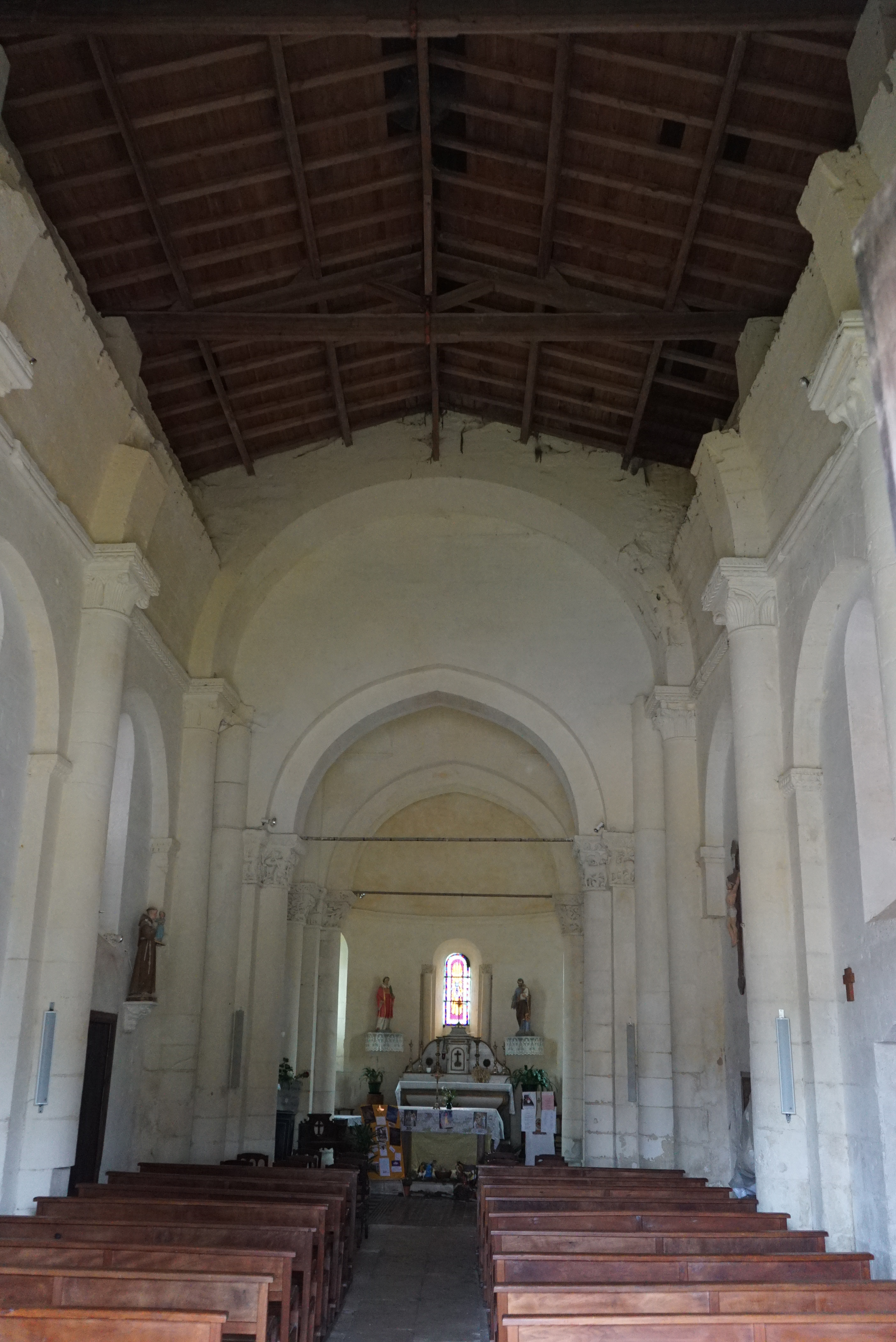
La nef.

## Protection
L'église Saint-Maclou est classée au titre des monuments historiques en 1908.